# Tata Amaral
Márcia Lellis de Souza Amaral, de nome profissional Tata Amaral (São Paulo, 19 de setembro de 1960), é uma cineasta brasileira citada por vários críticos como uma das mais importantes realizadoras do cinema brasileiro a partir da década de 1990.

## Biografia
Tata Amaral estudou no colégio Equipe, em São Paulo. Entre os 17 e os 18 anos casou, entrou para a organização de esquerda Liberdade e Luta, teve uma filha e perdeu o marido num acidente. Foi aprovada nos vestibulares para jornalismo e história na Universidade de São Paulo mas, como não tinha concluído o segundo grau, não pôde seguir nenhum dos cursos. Em 1982 fez supletivo e passou a frequentar, como ouvinte, as aulas do curso de cinema na Escola de Comunicações e Artes da Universidade de São Paulo. Lá conheceu o professor Jean-Claude Bernardet, que viria a ser seu parceiro em vários roteiros.
Entre 1986 e 1994, realizou vários curtas-metragens, alguns deles em parceria com Francisco Cesar Filho, então seu companheiro. Recebeu vários prêmios nacionais e concorreu em festivais e mostras internacionais, participando ativamente do momento que ficou conhecido como Primavera do Curta Brasileiro. Realizou ainda diversas vídeo-instalações, destacando-se pela experimentação de linguagens e meios.
Em 1997 realizou seu primeiro longa-metragem, Um Céu de Estrelas, premiado nos festivais de Brasília, Boston, Trieste, Créteil e Havana e considerado pela crítica um dos filmes brasileiros mais importantes da década.
Em sociedade com sua filha Caru Alves de Souza, criou em 2006 a produtora Tangerina Entretenimento.
Seu terceiro longa, Antônia, filmado em São Paulo em 2005 e lançado em 2006, retrata grupo de cantoras de rap de Brasilândia, formado por Negra Li, Cindy Mendes, Leilah Moreno e Quelynah, lidando com um cotidiano de violência, pobreza e machismo para realizar o sonho de viver do música. Gerou a série de mesmo nome, produzida pela O2 Filmes e exibida pela Rede Globo, que continuava a história do filme, sendo exibida em duas temporada entre 2006 e 2007, e indicada ao prêmio Emmy Internacional em 2007.
Ainda em 2007, Tata Amaral publicou pela editora O Nome da Rosa, o livro Hollywood: Depois do Terreno Baldio, de contos e relatos colhidos na pesquisa para a produção de Antônia.
Trago Comigo, a minissérie que dirigiu para TV Cultura e SescTV, concorreu a 4 prêmios no Prêmio Qualidade Brasil em 2009: melhor minissérie, melhor autor, melhor ator e melhor diretora. Em 2016, Trago Comigo foi lançado como longa-metragem, com a metade da duração, mas com algumas cenas que não haviam sido incluídas na minissérie.

## Filmografia
| Ano       | Título                                          | Tipo                        | Notas | Ref.          |
| --------- | ----------------------------------------------- | --------------------------- | --- | ------------- |
| 1986      | Queremos as Ondas do Ar!                        | Documentário curta-metragem | codireção de Francisco César Filho | [ 16 ]        |
| 1986      | Poema: Cidade                                   | Curta-metragem              | codireção de Francisco César Filho | [ 17 ]        |
| 1986      | Mude Seu Dial: Um Rádio-Clip com as Ondas do Ar | Curta-metragem              | codireção de Francisco César Filho |               |
| 1987      | SP Pan 360°                                     | Curta-metragem              | |               |
| 1988      | História Familiar                               | Curta-metragem              | | [ 18 ]        |
| 1991      | Viver a Vida                                    | Curta-metragem              | | [ 19 ]        |
| 1992      | Orgulho                                         | Curta-metragem              | | [ 19 ]        |
| 1993      | Não Usar o Santo Nome em Vão                    | Vídeo-minuto                | Série "Os Dez Mandamentos" |               |
| 1994      | O Cinturão de Hipólita                          | Vídeo-minuto                | Série "Os Dez Mandamentos" |               |
| 1997      | Um Céu de Estrelas                              | Longa-metragem              | | [ 4 ]         |
| 2000      | Através da Janela                               | Longa-metragem              | | [ 20 ]        |
| 2001      | VinteDez                                        | Curta-metragem              | codireção de Francisco César Filho |               |
| 2002      | Jukebox                                         | Vídeo instalação            | |               |
| 2003      | Vila Ipojuca                                    | Curta-metragem              | |               |
| 2004      | Jukebox 2: Um esboço para Antônia               | Vídeo instalação            | Realizado através de bolsa da Fundação Vitae                                                                                            |               |
| 2006      | Antônia                                         | Longa-metragem              | | [ 21 ] [ 9 ]  |
| 2006      | Antônia                                         | Série de televisão          | Exibida pela Rede Globo, é baseada no filme homônimo; Episódios: "Qualquer Maneira de Amor Vale a Pena?" e "Pobres e Famosas"           | [ 10 ] [ 8 ]  |
| 2009      | Trago Comigo                                    | Minissérie                  | Exibido pela TV Cultura |               |
| 2009      | O Rei do Carimã                                 | Documentário                | Integrante da série DOCTV IV/ DOC TV SP III, da TV Cultura                                                                              |               |
| 2009      | Trago Comigo                                    | Minissérie                  | |               |
| 2010      | Carnaval dos Deuses                             | Curta-metragem              | |               |
| 2011      | Hoje                                            | Longa-metragem              | Baseado no livro Prova Contrária de Fernando Bonassi                                                                                    | [ 22 ]        |
| 2015-2016 | Psi                                             | Série de televisão          | Produzida e exibida pelo HBO Brasil; Episódios: "O Paciente Americano", "Semana da Moda", "O Contador: Parte 1" e "O Contador: Parte 2" |               |
| 2016      | Trago Comigo                                    | Longa-metragem              | Filme montado a partir da minissérie homônima de 2009                                                                                   |               |
| 2018      | Sequestro Relâmpago                             | Longa-metragem              | Baseado na história real da artista Ana Beatriz Elorza                                                                                  | [ 23 ] [ 24 ] |

## Premiações
| Ano  | Premiação                                                                        | Categoria                                                                | Trabalho           | Resultado | Ref.   |
| ---- | -------------------------------------------------------------------------------- | ------------------------------------------------------------------------ | ------------------ | --------- | ------ |
| 1987 | Festival de Cinema do Maranhão                                                   | Troféu Guarnicê de Melhor Filme                                          | Poema: Cidade      | Venceu    |        |
| 1991 | Jornada de Cinema da Bahia                                                       | Prêmio Tatu de Ouro de Melhor Filme                                      | Viver a Vida       | Venceu    |        |
| 1991 | Festival de Gramado                                                              | Kikito de Melhor Roteiro                                                 | Viver a Vida       | Venceu    |        |
| 1991 | Festival de Brasília do Cinema Brasileiro                                        | Prêmios Candango de Melhor Filme pelo Júri Popular                       | Viver a Vida       | Venceu    |        |
| 1991 | Festival de Brasília do Cinema Brasileiro                                        | Melhor Direção pelo Júri Oficial                                         | Viver a Vida       | Venceu    |        |
| 1992 | Festival Guarnicê de Cinema                                                      | Troféu Guarnicê de Melhor Filme                                          | Viver a Vida       | Venceu    |        |
| 1996 | Festival de Brasília do Cinema Brasileiro                                        | Prêmio Especial da Crítica                                               | Um Céu de Estrelas | Venceu    | [ 25 ] |
| 1996 | Festival de Brasília do Cinema Brasileiro                                        | Menção Honrosa (concedida pela UNESCO)                                   | Um Céu de Estrelas | Venceu    | [ 25 ] |
| 1996 | Festival de Brasília do Cinema Brasileiro                                        | Troféu Glauber Rocha de Melhor Direção                                   | Um Céu de Estrelas | Venceu    | [ 25 ] |
| 1996 | Festival de Brasília do Cinema Brasileiro                                        | Troféu Candango de Melhor Direção                                        | Um Céu de Estrelas | Venceu    | [ 25 ] |
| 1996 | Festival de Cinema e Cultura da Américas de Biarritz                             | Prêmio Especial do Júri                                                  | Um Céu de Estrelas | Venceu    | [ 26 ] |
| 1997 | Festival de Films de Femmes de Créteil                                           | Prêmio Especial do Júri                                                  | Um Céu de Estrelas | Venceu    | [ 27 ] |
| 1997 | Festival Latinoamericano de Boston                                               | Melhor Filme                                                             | Um Céu de Estrelas | Venceu    | [ 28 ] |
| 1997 | Festival del Cinema Latino Americano di Trieste                                  | Melhor Filme                                                             | Um Céu de Estrelas | Venceu    | [ 29 ] |
| 1997 | Festival Internacional del Nuevo Cine Latinoamericano de La Habana               | Prêmio Coral de Melhor Ópera Prima (Primeiro Trabalho)                   | Um Céu de Estrelas | Venceu    | [ 30 ] |
| 1997 | Festival Internacional del Nuevo Cine Latinoamericano de La Habana               | Melhor Montagem                                                          | Um Céu de Estrelas | Venceu    | [ 30 ] |
| 2006 | Festival Internacional del Nuevo Cine Latinoamericano de La Habana               | Melhor Som                                                               | "Antônia"          | Venceu    |        |
| 2006 | Festival Internacional del Nuevo Cine Latinoamericano de La Habana               | Prêmio Roque Dalton, concedido pela Rádio Habana Cuba                    | "Antônia"          | Venceu    |        |
| 2006 | Mostra Internacional de Cinema de São Paulo                                      | Prêmio Petrobras Cultural de Difusão - Melhor Longa Brasileiro de Ficção | "Antônia"          | Venceu    | [ 31 ] |
| 2006 | Festival de Cinema Brasileiro de Goiânia                                         | Melhor Ator Coadjuvante                                                  | "Antônia"          | Venceu    |        |
| 2006 | Festival de Cinema Brasileiro de Goiânia                                         | Melhor Fotografia                                                        | "Antônia"          | Venceu    |        |
| 2006 | Festival de Cinema Brasileiro de Goiânia                                         | Melhor Som                                                               | "Antônia"          |           |        |
| 2007 | Festival de Cinema de Zlín (Festival Internacional de Cinema Infantil e Juvenil) | Prêmio do Júri Ecumênico                                                 | "Antônia"          | Venceu    | [ 32 ] |
| 2007 | Festival de Cinema de Zlín (Festival Internacional de Cinema Infantil e Juvenil) | Troféu Menina de Ouro                                                    | "Antônia"          | Venceu    | [ 33 ] |
| 2007 | Festival de Brasília do Cinema Brasileiro                                        | Troféu Candango de Melhor Filme                                          | "Hoje"             | Venceu    | [ 34 ] |